# Tredje vägens politik
För andra betydelser, se Tredje vägen.
Tredje vägens politik avser den ekonomiska politiken bestående av gradvisa förändringar i liberal riktning av i huvudsak socialdemokratisk politik, en kompromiss mellan demokratisk socialism och kapitalistisk marknadsekonomi. Denna politik är internationellt sett förknippad med de nordiska länderna och framför allt till den socialdemokratiska politiken under 1980-talet med avregleringar, privatiseringar och liberaliseringar av ekonomin, samt att man inte officiellt ville ta ställning i den globala motsättningen mellan öst och väst. I Sverige drevs tredje vägens politik fram av den så kallade kanslihushögern inom det socialdemokratiska partiet, däribland Kjell-Olof Feldt och Erik Åsbrink. Tidsperioden präglades allmänt av en politisk högervåg med konservativa regeringar i Västtyskland, Storbritannien, USA, Danmark med flera.
Senare betecknades Bill Clintons och Tony Blairs närmast socialliberala regeringar under 1990- och 2000-talet med begreppet Third Way, som ett alternativ till renodlad marknadsliberalism och socialdemokrati.

## I Sverige
Exempel på hur tredje vägens politik har omsatts i praktiken är införandet av individuell lönesättning, skattereformen 1990–1991 och kreditavregleringen på 1980-talet. Även 1999 års beslut att göra Riksbanken självständig gentemot riksdag och regering samt det gradvisa öppnandet av välfärdssektorn för privata vinstdrivna aktörer från 1990-talet och framåt är exempel på hur tredje vägens politiska linje tillämpats. 